# Calcio calmodulina cinasa II

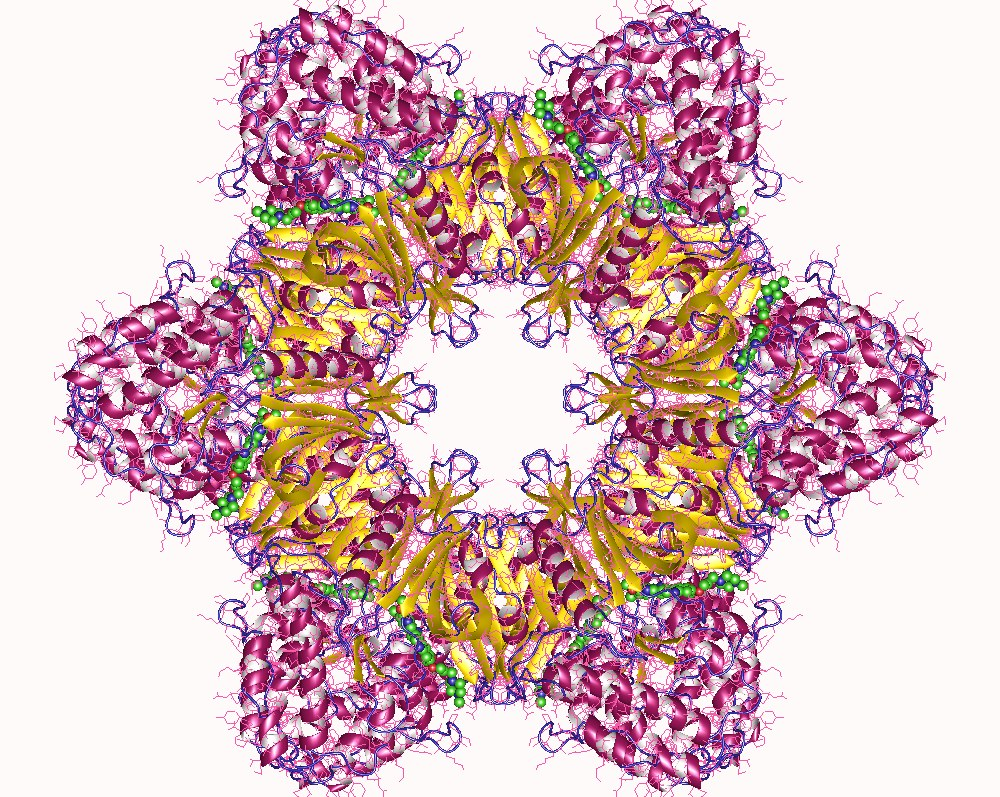
Calcio calmodulina cinasa II dodekamer, Human

La Ca2+/calmodulina proteína cinasa II (CaMKII) es una serina/treonina proteína cinasa (EC 2.7.11.17) regulada por el complejo calcio-calmodulina. La CaMKII está involucrada en varias vías de señalización celular y es mediadora importante en los procesos de aprendizaje y memoria. CaMKII es también necesaria para la homeostasis de Ca++ y recaptación en los cardiomiocitos, transporte de cloruro en el epitelio, selección positiva de células-T, y activación de células-T CD8.
La desregulación de CaMKII está vinculada con la enfermedad de Alzheimer, el Síndrome de Angelman y las arritmias.

## Tipos
Hay dos tipos de cinasas CaM:
1-cinasa CaM especializada. Un ejemplo es la cinasa de la cadena ligera de la miosina (MLCK) que fosforila la miosina, logrando que las fibras musculares se contraigan.
2-cinasas CaM multifuncionales. También llamadas en forma colectiva cinasas CaM II que juegan un rol importante en numerosos procesos, como la liberación de neurotransmisores, regulación de factores de transcripción y metabolismo del glucógeno.

## Estructura, función y autorregulación
Esta cinasa puede tener hasta 28 isoformas diferentes. Las isoformas de CaMKII provienen de los genes alfa, beta, gamma y delta

### Dominios Estructurales de CaMKII.
Todas las isoformas de CaMKII poseen ciertos componentes estructurales centrales. Los dominios estructurales del CaMKII incluyen: Un dominio catalítico, un dominio auto-inhibidor, un segmento variable y un dominio de auto-asociación.El dominio catalítico de CaMKII posee varios sitios de unión para ATP y otro substrato de anclaje de proteínas. Este se encarga de la fosforilación de enzimas y tiene forma de dos anillos de hexámeros.
El dominio auto-inhibidor se caracteriza por situarse como pseudo-substrato. El pseudo-substrato se une al dominio catalítico de la proteína, bloqueando la capacidad de fosforilar proteínas.
La característica estructural que gobierna la auto-inhibición es el residuo de Treonina 286, la fosforilación de este sitio donde todavía esta activa la enzima CaMKII. Cuando el residuo de Treonina 286 ha sido fosforilado, el dominio inhibidor es bloqueado desde el pseudo-substrato. Este bloquea efectivamente la auto-inhibición, permitiendo la activación permanente de la enzima CaMKII. Esto permite a la CaMKII ser activa, incluso en ausencia de calcio y calmodulina.
Los otros dos dominios en CaMKII son los dominios variables y los dominios de auto-asociación. Las diferencias en estos dominios aportan las distintas isoformas del CaMKII.
El dominio de auto-asociación (CaMKII AD) se encuentra en el C-terminal, la función de este dominio es el ensamblaje de proteínas simples en multimeros largos (8 a 14 subunidades).

### Dependencia de Calcio y calmodulina en CaMKII.
La sensibilidad de la enzima CaMKII al calcio y la calmodulina esta determinada por los dominios variables y de auto-asociación. El nivel de sensibilidad de CaMKII será modulado por diferentes estados de activación de las enzimas. Inicialmente, la enzima es activada; como siempre la autofosforilación no ocurrirá si no hay suficiente calcio o calmodulina para unir, en las cercanías de las subunidades. Cuando se acumulan grandes cantidades de calcio y calmodulina, la auto-fosforilación se produce generando una persistente activación de la enzima CaMKII por un corto periodo de tiempo. Sin embargo, el residuo de Treonina 286 eventualmente vuelve a desfosforilarse, causando la inactivación de la CaMKII.

## CaMKII en la PLP
Cuando la CaMKII-alfa es eliminada en ratones , la PLP es reducida en un 50%. Esto puede ser explicado por el hecho de que la CaMKII-beta es responsable de, aproximadamente, el 65% de actividad de la CaMKII. La PLP puede ser completamente bloqueada si la CaMKII es modificada de modo que no pueda estar activa.
Después de la inducción a la PLP, CaMKII se mueve a la densidad postsináptica (PSD). De todos modos si la estimulación no induce PLP, la traslocación se revierte rápidamente. Ligado a los cambios de la CaMKII en la PSD de modo que será menos probable que desfosforile. La CaMKII transforma un substrato para proteína fosfatasa 2A (PP2A), que es responsable de la desfosforilación de CaMKII, al de una Proteína Fosfatasa 1. Strack (1997) demostró este fenómeno por estimulación química de rebanadas del hipocampo. Este experimento ilustra que la CaMKII contribuye al crecimiento de la fuerza sináptica. Sanhueza encontró que la activación persistente de CaMKII es necesaria para sostener la PLP. El indujo PLP en rebanadas de hipocampo y aplicó experimentalmente un antagonista (CaMKIINtide) para evitar la actividad de CaMKII. Estas rebanadas donde fue aplicado el antagonista mostraron una pérdida en la señal EPSP normalizada después de la inyección de la droga, indicando que la PLP inducida se revirtió. La señal EPSP normalizada se mantuvo en control constante; la CaMKII continuo estando involucrada en el mantenimiento del proceso de PLP después del establecimiento de la PLP.
La CaMKII esta activada por calcio/calmodulina, pero esta es mantenida por autofosforilación. La CaMKII es activada la elevación de calcio resultado de la activación de receptores-NMDA que ocurre durante la inducción de PLP. La activación es acompañada por la fosforilación de las dos subunidades alfa y beta y Treonina 286/287.

### Inducción independiente de PLP por CaMKII
La PLP puede ser inducida artificialmente inyectando CaMKII. Cuando CaMKII es introducida postsinápticamente en las rebanadas del hipocampo, hay un incremento de dos a tres veces en la respuesta de la sinapsis a glutamato y otras señales químicas.

### Rol mecánico en PLP
Hay fuerte evidencia de que después de la activación de CaMKII, la misma tiene un rol en el tráfico de receptores AMPA hacia la membrana y por lo tanto en la PSD de la dendrita. El movimiento de receptores AMPA incrementa la respuesta post-sináptica a la despolarización pre-sináptica a través del fortalecimiento de la sinapsis. Esto provoca PLP.
Mecánicamente, CaMKII fosforila los receptores AMPA en el sitio de la P2 serina 831. Esto incrementa la conductancia de las subunidades GluA1 de los recpetores AMPA. lo que permite a los receptores AMPA ser más sensibles que durante la PLP normal. El incremento de la sensibilidad de los receptores AMPA genera un incremento de la fuerza sináptica.
Además de incrementar la conductancia de los canales de las subunidades GluA1, CaMKII también ha demostrado ayudar al proceso de exocitosis de receptores AMPA. La reserva de receptores AMPA está integrada en los endosomas de la célula. La CaMKII puede estimular el movimiento de endosomas hacia afuera de la membrana y activar los receptores AMPA integrados. La exocitosis de los endosomas incrementa el número de receptores AMPA en la sinapsis. El mayor número de receptores AMPA, incrementa la sensibilidad de la sinapsis a la depolarización pre-sináptica y genera PLP.

## Mantenimiento de la PLP
Además de ayudar a establecer la PLP, la CaMKII ha mostrado ser crucial en el mantenimiento de la PLP. Es la capacidad de autofosforilar, que se cree que juega un rol importante en este mantenimiento. La administración de ciertos bloqueadores de CaMKII, ha mostrado no solo bloquear la PLP, sino también revertirla.

## CaMKII en la memoria del comportamiento
Como se cree que la PLP está detrás de los procesos de aprendizaje y memoria, CaMKII es también crucial en la formación de la memoria. Estudios del comportamiento que involucran ingeniería genética en ratones han demostrado la importancia de la CaMKII.

### Prevención de la autofosforilación de CaMKII

#### Déficit en el aprendizaje espacial
En 1998, Giese y colaboradores estudiaron en ratones que modificaron genéticamente para prevenir la autofosforilación de CaMKII. Ellos observaron que los ratones tenían problemas para encontrar la plataforma escondida en la tarea del laberinto de agua de Morris. El laberinto de agua de Morris es también usada para representar el aprendizaje espacial dependiente del hipocampo. La incapacidad de los ratones para encontrar la plataforma implica un déficit en el aprendizaje espacial.
Como sea, estos resultados no son enteramente concluyentes debido a que el déficit de formación de memoria podría estar asociado con el impedimento sensorial motor resultado de la alteración genética.

#### Déficit en la memoria del miedo
Irvine y colaboradores mostraron en 2006, que previniendo la autofosforilación de CaMKII, permitió que los ratones tuvieran afectada el aprendizaje condicionado “inicial” de miedo. No obstante, después de repetidos intentos, los ratones mostraron la formación de una memoria de miedo similar a la de los ratones de control.. La CaMKII podría jugar un rol en la memoria de miedo rápida, pero no evita la formación de memoria de miedo a largo plazo.
En 2004, Rodrigues y colaboradores encontraron que el condicionamiento de miedo incrementa la fosforilación de CaMKII en las sinapsis de la amígdala lateral y las espinas dendríticas, indicando que el condicionamiento del miedo podría ser responsable de la regulación y activación de la cinasa. Ellos también descubrieron una droga, KN-62, que inhibe y previene la adquisición del condicionamiento de miedo y la LTP.

#### Déficit en la consolidación de rastros de memoria
La α-CaMKII en ratones heterocigotos, expresan la mitad del nivel proteico normal respecto del nivel en el tipo salvaje. Estos ratones muestran un almacenamiento normal de memoria en el hipocampo pero déficit en la consolidación de memoria en el cortex.

### Sobre-expresión de CaMKII
Mayford y colaboradores modificaron ratones transgénicos que expresaran CaMKII con un punto de mutación de Treonina 286 al Aspartato, que imitara la autofosforilación e incrementara la actividad de cinasa. Estos ratones fallaron al mostrar PLP a estímulos débiles y fallaron en el rendimiento en el aprendizaje espacial dependiente del hipocampo que depende de señales olfatorias y visuales.
Los investigadores especulan que estos resultados podrían deberse a la falta de lugares estables de las células en el hipocampo en estos animales.
Sin embargo, debido a las modificaciones genéticas, podrían causarse cambios de desarrollo no intencionales, Vector viral permitiendo la entrega del material genético de los ratones a modificaciones específicas de la etapa de desarrollo. Esto es posible con la entrega de un vector viral al inyectar un gen específico elegido de una regio particular del cerebro en un animal desarrollado.
En 2007, Poulsen y colaboradores, usaron este método al inyectar CaMKII en el hipocampo. Ellos encontraron una sobre-expresión de CAMKII resultando en un ligero incremento de la adquisición de nuevas memorias.

## Diferentes formas de CaMKII

### CaMK2A
CaMKIIA es una de las mayores formas de CaMKII. Esta ha sido encontrada jugando un rol crítico en el sostenimiento de la activación de CaMKII en la densidad post-sináptica. Estudios han encontrado que ratones sin CAMKII manifestaron una baja frecuencia de LTP. Además estos ratones no tienen forma persistente de lugares estables en las células del hipocampo.

### CaMK2B
CaMK2B tiene un lugar de autofosforilación en Treonina 287. Esta funciona como un objetivo o módulo de acoplamiento. La reversión de la cadena de transcripción de la polimerasa y el análisis de secuenciación, identificaron al menos cinco variantes de acople de la CaMKII-beta (beta, beta6, betae, beta'e y beta7) en el cerebro y dos más (beta6 y beta7) fueron detectados en varias especies.

### CaMK2D
CaMK2D aparece en ambos tipos de células, neuronales y no neuronales. Este es caracterizado particularmente en muchos tumores celulares como variedades de pancreático, leucémico, de pecho y otros tumores celulares. se encontró que CaMK2D está desregulada en tumores celulares humanos.

### CaMK2G
CaMK2G ha mostrado ser crucial en la regulación de señal de cinasa extracelular en fibras musculares diferenciadas.

## CaMKII Genes codificadores
- CaMK I — CAMK1, CAMK1D, CAMK1G
- CaMK II — CAMK2A, CAMK2B, CAMK2D, CAMK2G
- CaMK IV — CAMK4